# Stelis elongativentris
Stelis elongativentris là một loài Hymenoptera trong họ Megachilidae. Loài này được Parker mô tả khoa học năm 1987.